# Hovsta
Hovsta [hå:vsta] är en tätort i Örebro kommun, belägen 9 km norr om Örebro centrum, utmed Riksväg 50. 2 km västerut ligger sjön Lången. 
Några kilometer söder om tätorten ligger sockenkyrkan för Hovsta socken, Hovsta kyrka belägen i norra delen av tätorten Örebro.

## Namnet Hovsta
Namnet skrevs 1304 Hosto, 1335 Hoostæ. Efterleden är -sta, 'plats, ställe'. Förleden är enligt en något osäker tolkning mansnamnet Ho(r)/Ho(e) som betyder hór, 'hög'.

## Historia
På 1864 års häradskarta fanns inte dagens tätort utmärkt. Istället finns en bebyggelse kallad Hofsta ungefär där Lillån ligger idag. Dagens Hovsta började byggas som ett järnvägssamhälle, när Köping-Hults Järnväg drogs fram emellan Örebro och Ervalla år 1856. De gamla gårdarna Kumla, Lund, Mellangården och Lillgården utgjorde grunden i stationssamhället. Snart uppstod en bebyggelse bestående av villor och även sommarstugor. Olika näringsidkare etablerade sig, som till exempel snickare, målare, cykelverkstad och damfrisör.
Efter att Axbergs landskommun gått upp i Örebro kommun 1971 rådde länge byggstopp i Hovsta.[källa behövs] I början av 1970-talet började man diskutera en utbyggnad, med siktet inställt på 2 400 invånare år 1977 och 3 600 invånare år 1978 . Utbyggnadsförslaget omfattade även flerfamiljshus, och bebyggelse öster om nuvarande Riksväg 50. Så omfattande har utbyggnaden hittills inte blivit.
För att utbyggnaden skulle kunna äga rum, krävdes infrastruktursatsningar såsom vatten, avlopp, skola, affär och kommunikationer. Skola (F-6), daghem, centrumanläggning invigdes 1976. Redan 1972 hade en "matarbusslinje" till Lillån etablerats. År 1976 förlängdes den ordinarie stadsbusslinjen till Hovsta. Vilket medförde att persontrafiken upphörde den 22 maj 1977 att stanna vid Hovsta station.

### Befolkningsutveckling
| Befolkningsutvecklingen i Hovsta 1960–2020 | Befolkningsutvecklingen i Hovsta 1960–2020 | Befolkningsutvecklingen i Hovsta 1960–2020 | Befolkningsutvecklingen i Hovsta 1960–2020 | Befolkningsutvecklingen i Hovsta 1960–2020 |
| ------------------------------------------ | ------------------------------------------ | ------------------------------------------ | ------------------------------------------ | ------------------------------------------ |
|                                            |                                            |                                            |                                            |                                            |
| År                                         |                                            |                                            | Folkmängd                                  | Areal (ha)                                 |
| 1960                                       | 1960                                       |                                            | 324                                        |                                            |
| 1965                                       | 1965                                       |                                            | 300                                        |                                            |
| 1970                                       | 1970                                       |                                            | 259                                        |                                            |
| 1975                                       | 1975                                       |                                            | 1 240                                      |                                            |
| 1980                                       | 1980                                       |                                            | 2 121                                      |                                            |
| 1990                                       | 1990                                       |                                            | 2 693                                      | 164                                        |
| 1995                                       | 1995                                       |                                            | 2 831                                      | 164                                        |
| 2000                                       | 2000                                       |                                            | 2 744                                      | 166                                        |
| 2005                                       | 2005                                       |                                            | 2 773                                      | 166                                        |
| 2010                                       | 2010                                       |                                            | 2 785                                      | 166                                        |
| 2015                                       | 2015                                       |                                            | 2 831                                      | 158                                        |
| 2020                                       | 2020                                       |                                            | 2 782                                      | 147                                        |
|                                            |                                            |                                            |                                            |                                            |

## Samhället
I orten finns skola (F-6), förskola och en centrumanläggning.
Vid centrumanläggningen finns frisersalong, närbutik och pizzeria.
Nordöstra delen av samhället Hovsta ligger utanför Hovsta socken i Axbergs socken. 
Lundhagskyrkan ligger vid infarten till Hovsta från Riksväg 50 och drivs av Hovsta frikyrkoförsamling, som samarbetar med Evangeliska frikyrkan. Axbergs församling har också ett församlingshem i Hovsta. Det ligger även det vid infarten till Hovsta, och är ritat av Jerk Alton.

## Idrott
Hovsta idrottsförening (Hovsta IF) instiftades år 1976. Kårsta golfklubb, grundad 1991, ligger 1 km väster om Hovsta.

## Bilder

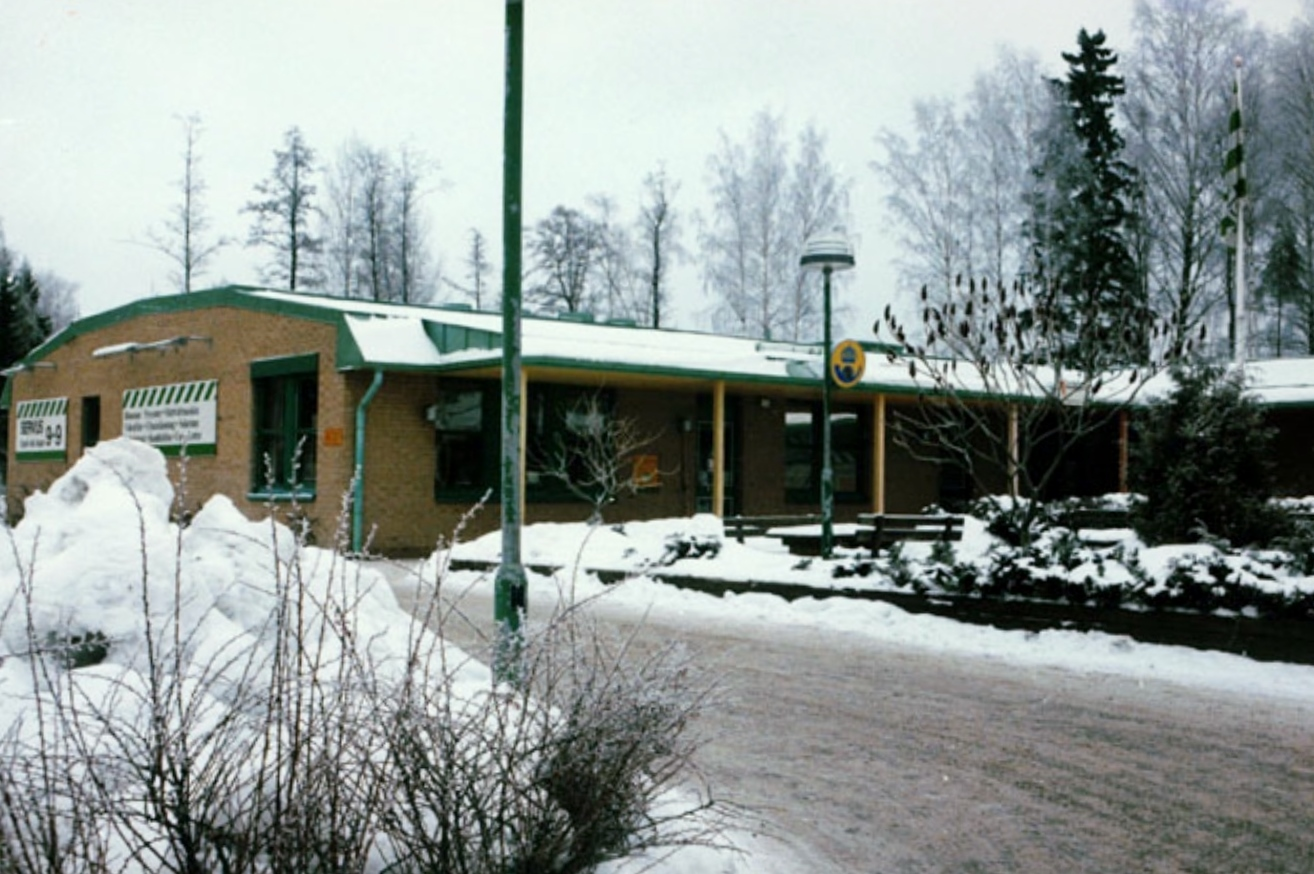
Hovsta centrum med postkontor och livsmedelsbutik (1986).
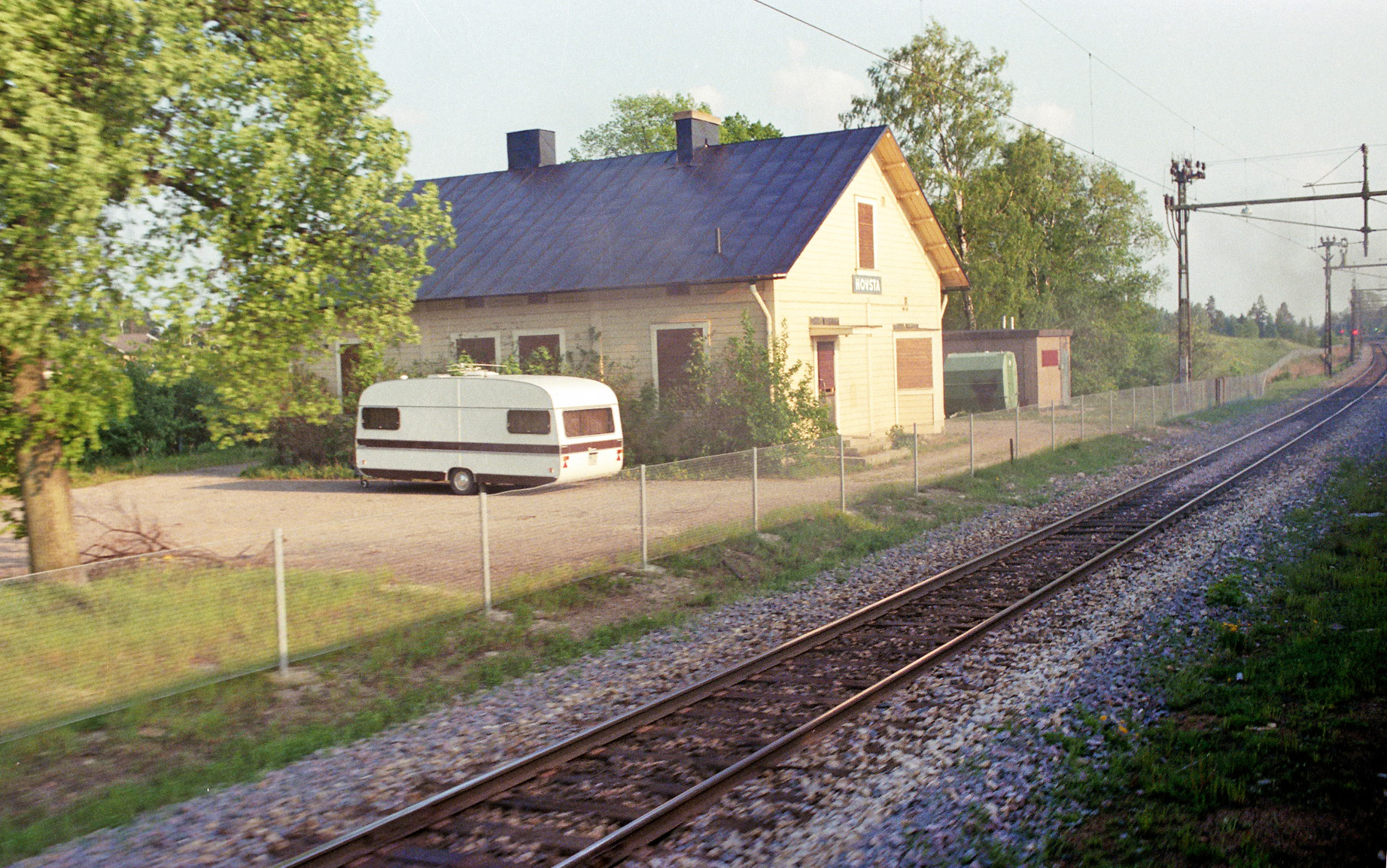
Stationshuset i Hovsta, nu rivet (1981).
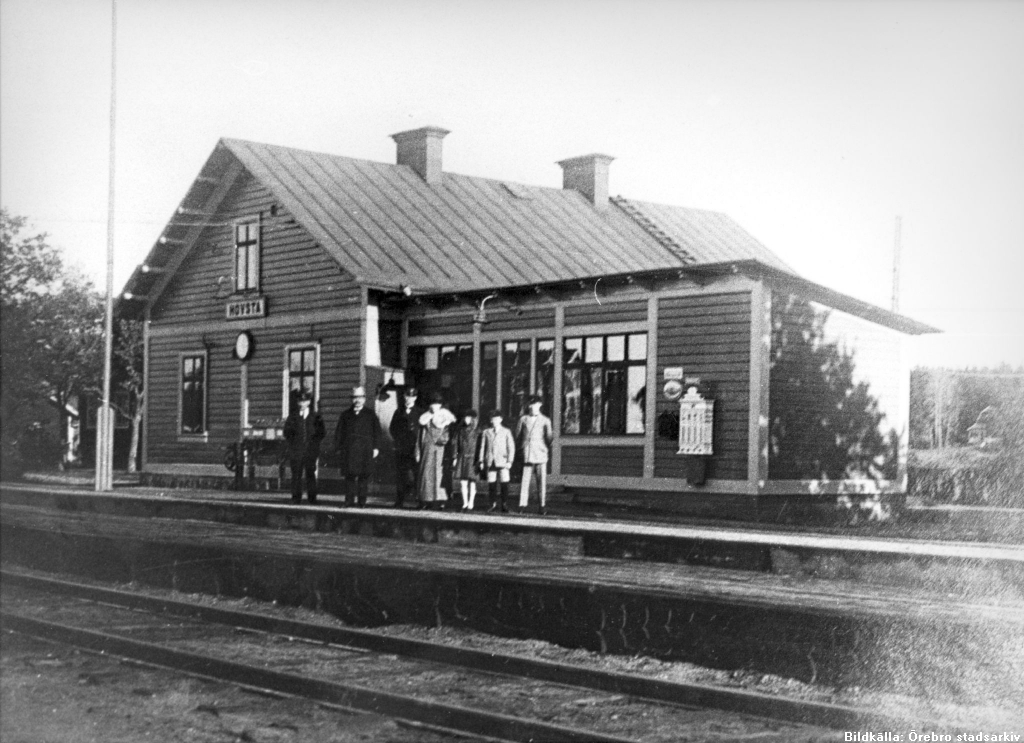
Stationshuset år 1922.
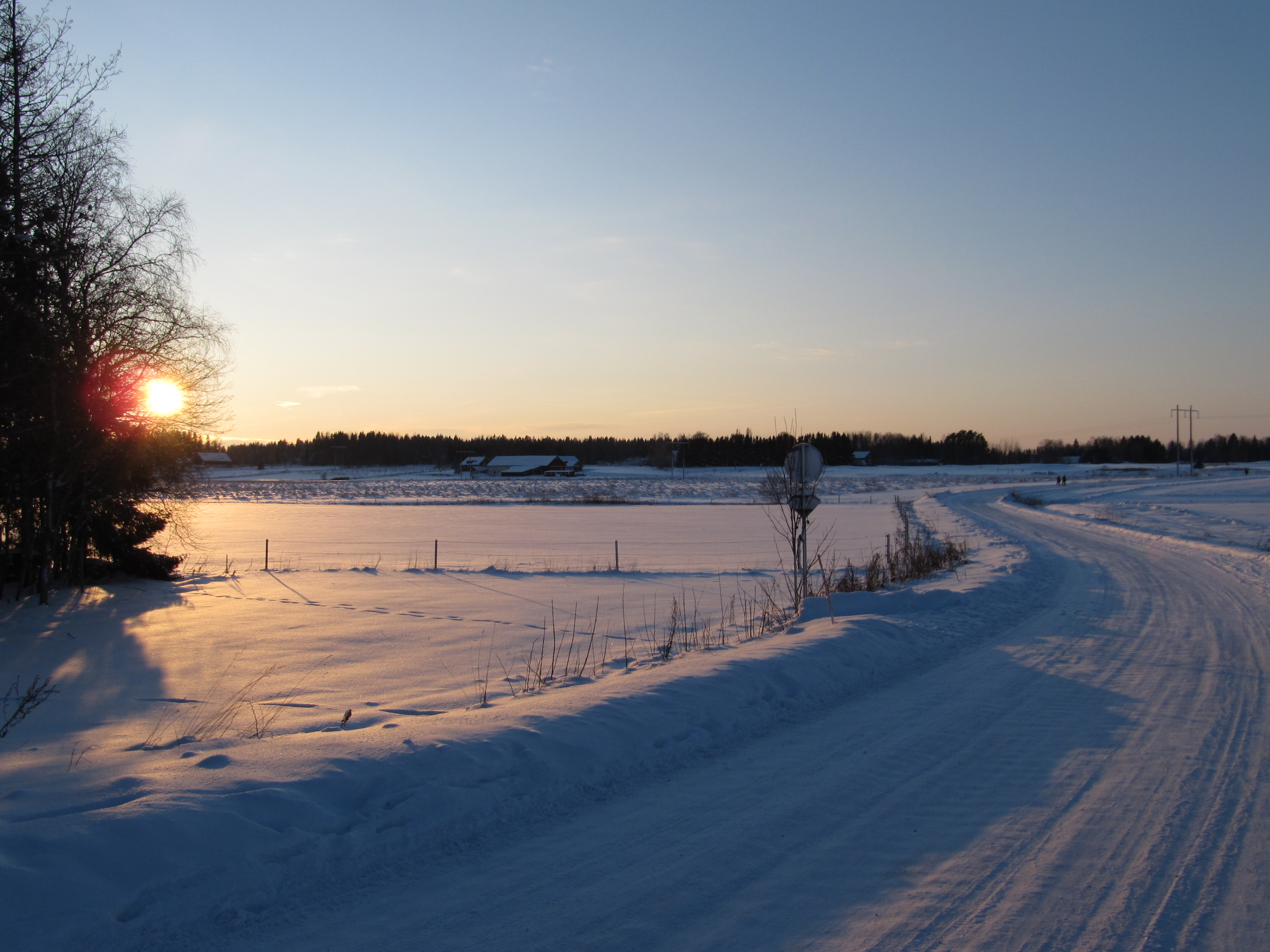
På fälten väster om Hovsta en januaridag 2010. Byn Kårsta ses i fjärran.
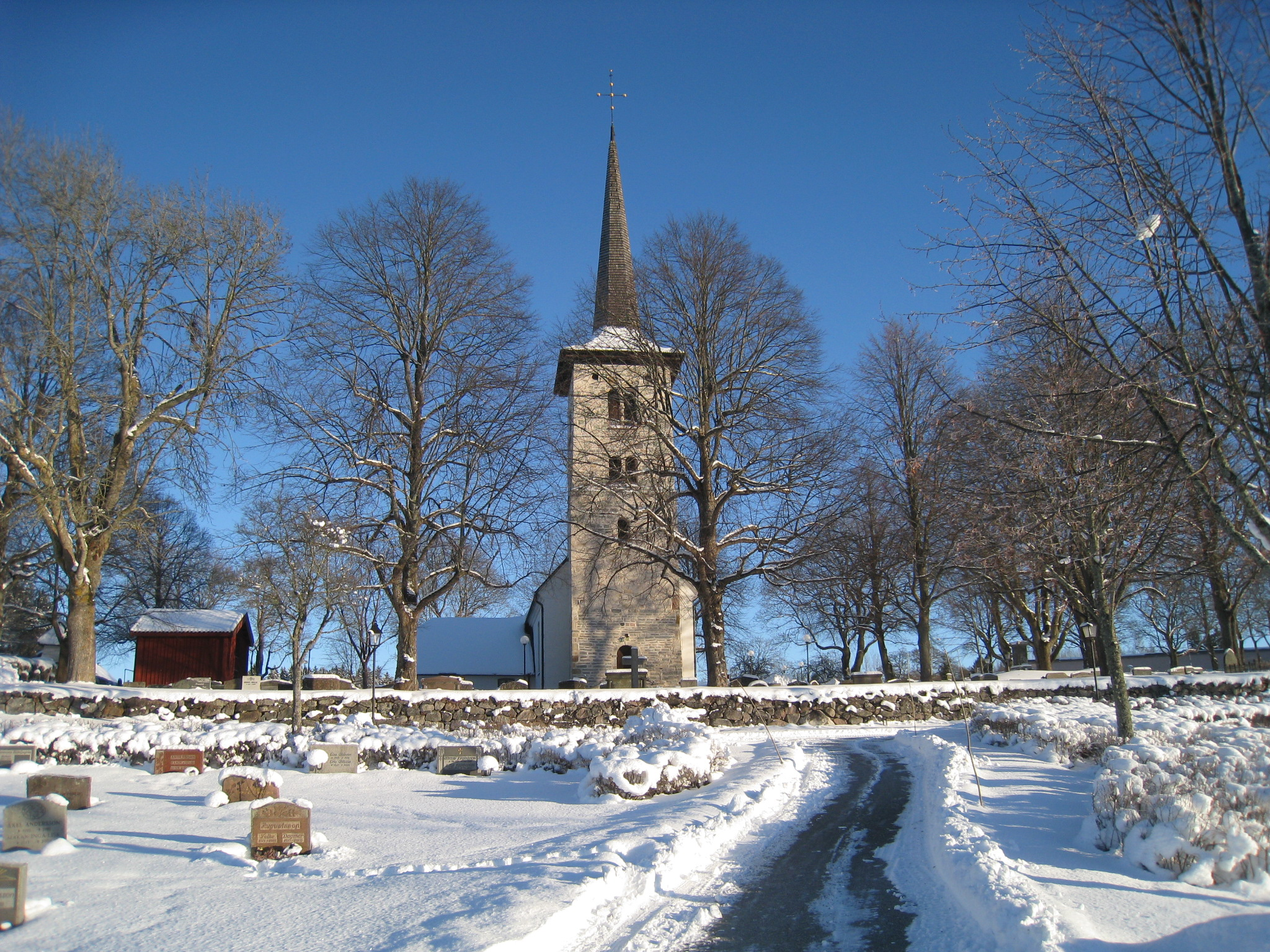
Hovsta kyrka i vinterskrud en januaridag (2016).